# 오부 (한성부)

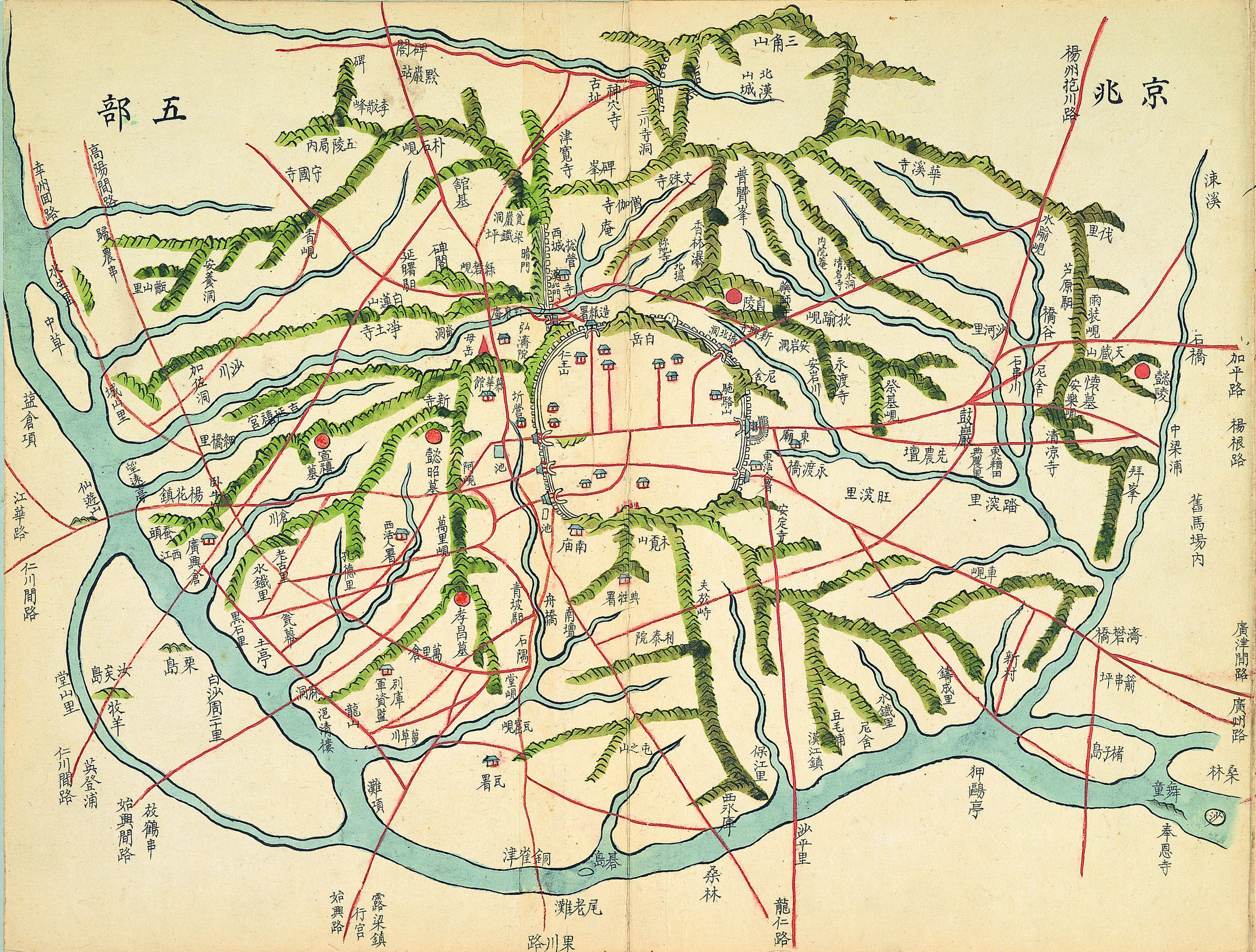
경조오부도

오부(五部)는 조선시대 한성부의 행정구역을 말한다. 동부·서부·남부·북부·중부의 오부로 구성되었으며, 이 아래에는 방(坊)과 계(契)·동(洞)을 두었다.
- 방은 각 부를 여러 개로 나눈 구역이다. 오늘날에 행정동 개념에 가깝다.
- 계는 원래 한성부에서 성인 남자에게 방역(坊役)이라는 노동을 징발하기 위하여 구획한 주민 편성 단위였는데, 당대에는 행정구역 단위로도 통용되었다.[1] 1700년대 후반에 등장하였다.[2]
- 동은 조선 초기에 행정 구역 단위가 아니라 계곡이 있는 명승지를 가리키는 말이었는데[3], 조선 후기에 와서는 골목을 단위로 편성된 일종의 생활공간 단위를 가리켰다.[4] 동이 공식적으로 말단 행정구역 단위가 된 것은 갑오개혁 이후이다.[5] 동은 유동적이어서 하나의 동이 여러 계에 속하거나, 하나의 계가 여러 방에 속하기도 하였다.[6]

조선후기 한성부

## 한성부 5부 52방
한성부 설치 당시에는 52방을 두었다. 세종 때 서부의 3방을 폐지하여 49방이 되었다.
영조 때는 동부 6방, 남부 11방, 서부 9방, 북부 12방, 중부 8방으로 5부 46방이었으며, 그 밑에 328계(契)를 두었다. 그 후 1865년(고종 2) 동부에 경모궁방(景慕宮坊)이 신설되어 47방이 되고, 계도 11개가 증가되어 339계(약340)가 되었다.
조선 초기의 한성부 관할구역은 도성으로부터 사방 10리까지로 하였으나, 대부분의 인구가 도성 내에 집중되어 1428년(세종 10) 한성부 인구 10만 3328명 가운데 도성 밖 10리까지의 인구는 불과 6,044명뿐으로, 도성 밖(성저십리)에는 서대문·서소문 밖에 2방, 동대문 밖에 2방, 남부의 2방 등 6방이 있을 정도였다.
각 방에는 책임자로 관령을 두었다.

### 동부 12방
- 연희방(燕喜坊)·숭교방(崇敎坊)·천달방(泉達坊)·창선방(彰善坊)·건덕방(建德坊)·덕성방(德成坊)·서운방(瑞雲坊)·연화방(蓮花坊)·숭신방(崇信坊)·인창방(仁昌坊)·관덕방(觀德坊)·흥성방(興盛坊)

### 남부 11방
- 광통방(廣通坊)·호현방(好賢坊)·명례방(明禮坊)·대평방(大平坊)·훈도방(勳陶坊)·성명방(誠明坊)·낙선방(樂善坊)·정심방(貞心坊)·명철방(明哲坊)·성신방(誠身坊)·예성방(禮成坊)

### 서부 11방
- 영견방(永堅坊)·인달방(仁達坊)·적선방(積善坊)·여경방(餘慶坊)·인지방(仁智坊)·황화방(皇華坊)·취현방(聚賢坊)·양생방(養生坊)·반석방(盤石坊)·신화방(神化坊)·반송방(盤松坊)

### 북부 10방
- 광화방(廣化坊)·양덕방(陽德坊)·가회방(嘉會坊)·안국방(安國坊)·관광방(觀光坊)·진정방(鎭定坊)·순화방(順化坊)·명통방(明通坊)·준수방(俊秀坊)·의통방(義通坊)

### 중부 8방
- 정선방(貞善坊)·광행방(廣幸坊)·관인방(寬仁坊)·수진방(壽進坊)·증청방(澄淸坊)·장통방(長通坊)·서린방(瑞麟坊)·견평방(堅平坊)

## 관원
각 부(部)에는 다음과 같은 관원이 있었다. 각 시기별로 차이가 있었다.
- 조선 초기 태조부터 세조 초기까지
  - 종6품 령 : 각 부의 책임자 (중부령, 동부령 등으로 호칭)
- 조선 중기 세조부터 영조 시기까지
  - 종6품 주부 : 각 부의 책임자
  - 종9품 참봉 : 각 부의 주부를 보좌
- 조선 중기 영조부터 정조 시기까지
  - 종6품 도사 : 각 부의 책임자
  - 종8품 봉사 : 각 부의 도사를 보좌
- 조선 후기 정조부터 고종 시기까지
  - 종5품 령 : 각 부의 책임자
  - 종9품 도사 : 각 부의 령을 보좌

## 같이 보기
- 한성부
- 성저십리

## 참고 문헌
- 요시다, 미츠오 (2019). 《근세 서울 도시사회 연구》. 번역 김동철. 서울: 심산. ISBN 9788994844602.